# Narayanhiti
Il palazzo reale di Narayanhiti è un palazzo di Kathmandu, in Nepal, che fu per molto tempo residenza primaria della dinastia regnante e che dopo la rivoluzione del 2006 è stato trasformato in museo.

## Etimologia
Il nome, Narayanhiti, è costituito da due parole 'Narayan' e 'HiTi'. Narayan è il nome di una incarnazione del dio indù Visnù, il cui tempio si trova di fronte al palazzo mentre 'Hiti' significa "sorgente d'acqua", che si trova all'interno del recinto del palazzo ad est dell'ingresso principale. Questa sorgente compare spesso nelle leggende locali. 

## Storia
Il complesso del palazzo è situato nella parte centro-settentrionale di Kathmandu, ad un capo della zona denominata Durbar marg. È stato progettato per essere contemporaneamente pagoda e parco per una superficie di 30 ettari. Il tutto è circondato da mura e porte d'accesso custodite. L'attuale palazzo è stato costruito nel 1970 ed ha sostituito l'originale del 1915 andato distrutto da un terremoto. Fu utilizzato per la prima volta in occasione del matrimonio dell'erede al trono Birenda Bir Bikram Shah divenuto poi re. Il palazzo fu teatro, nel 2001, del massacro della famiglia reale nepalese. Dopo la rivoluzione del 2006, che ha rovesciato la monarchia e trasformato il paese in una repubblica, il gruppo neoeletto ha ordinato al re, alla sua famiglia e alla corte di lasciare il palazzo.

## Museo Narayanhiti
Il palazzo reale è stato trasformato in un museo pubblico subito dopo la rivoluzione del 2006 in seguito alla quale il paese è stato dichiarato una repubblica. I gioielli della corona sono considerati tra gli oggetti più preziosi in Nepal.